# Menophra praestantaria
Menophra praestantaria là một loài bướm đêm trong họ Geometridae.